# Wilhelm Stukenberg
Wilhelm Stukenberg (* 2. Februar 1878 in Bielefeld; † 8. Oktober 1964 in Wiesbaden) war ein deutscher Oberschulrat und als Politiker der Deutschen Demokratischen Partei (DDP) Mitglied des Oldenburgischen Landtags.

## Leben
Stukenbergs Eltern verstarben früh, sodass er bei Pflegeeltern aufwuchs. Er besuchte von 1892 bis 1898 die Präparandenanstalt und das Lehrerseminar in Gütersloh und war anschließend im preußischen Volksschuldienst tätig, so etwa in Lübbecke bei Minden. 1901 wechselte er aufgrund seines Interesses an der Betreuung schwererziehbarer Kinder an die Trüperschen Erziehungsheime für nervöse und schwierige Kinder des Pädagogen Johannes Trüper auf der Sophienhöhe bei Jena. Parallel zu seiner Lehrer- und Erziehertätigkeit dort studierte er an der Universität Jena Pädagogik, Psychologie, Philosophie, Germanistik und Geschichte und war außerdem als Sekretär der Internationalen Vereinigung für Kinderforschung tätig.
Auf Empfehlung des ebenfalls in Jena tätigen Wilhelm Rein wurde Stukenberg 1905 an das Evangelische Lehrerseminar in Oldenburg berufen, wo er als Lehrer für Deutsch, Geschichte und Spezielle Unterrichtslehre tätig war. 1907 legte er die Rektorenprüfung ab. 1910 ernannte ihn das oldenburgische Staatsministerium zum Kreisschulinspektor in Bant, wo er ebenfalls für die Volksschulen in Rüstringen, Varel und Jever zuständig war. 1920 wurde er als Schulrat nach Oldenburg zurückversetzt.
Unmittelbar nach dem Ersten Weltkrieg wurde Stukenberg auch politisch aktiv und gründete die Deutsche Demokratische Partei in Rüstringen mit und wurde ihr Vorsitzender. Von 1919 bis 1920 gehörte er der verfassunggebenden Landesversammlung und von 1923 bis 1925 dem oldenburgischen Landtag an, in dem er sich hauptsächlich mit Schul- und Kulturfragen beschäftigte. Der Ausbau des Sonderschulwesens im Oldenburger Land, die Neuordnung der Prüfungsordnung für Volksschullehrer, die Organisation der Volkschulwoche 1925 und der Grundschulwoche 1926 sowie die Mitarbeit an Unterrichtsmaterialien, wie etwa dem Oldenburger Lesebuch zählten dabei zu seinen besonderen Leistungen.
Weiterhin engagierte sich Stukenberg bei den Vereinsaufgaben im Oldenburgischen Landeslehrerverein und war bis 1931 im Theaterausschuss der Stadt Oldenburg tätig, wo er – letztlich allerdings erfolglos – zwischen den an neuen, experimentellen Theaterstücken interessierten Intendanten Renato Mordo und Hellmuth Götze und dem rechtsorientierten Bühnenvolksbund zu vermitteln versuchte. Als 1932 die Nationalsozialisten in Oldenburg die Macht übernahmen, wurde Stukenberg aus dem Dienst entfernt und in den Ruhestand versetzt, offiziell wegen seiner Tätigkeit als Freimaurer.
Nach dem Ende des Zweiten Weltkrieges wurde Stokenberg von Ministerpräsident Theodor Tantzen als Oberschulrat für den Wiederaufbau des Volks-, Mittel- und Sonderschulwesens Oldenburgs ins Staatsministerium berufen, wo er sich durch die Gründung des Lehrerfortbildungsheimes Dreibergen, das er auch nach seiner Pensionierung von 1947 bis 1951 leitete, besondere Verdienste erwarb.
1947 initiierte Stukenberg neben anderen die Oldenburger Kulturtage, auf deren Eröffnungsrede am 4. November 1947 er zum ersten Mal die Errichtung einer Universität in Oldenburg forderte. Später gtrat er als Gründer und Vorsitzender des Kreises der Freunde der Pädagogischen Hochschule hervor. Weiterhin engagierte Stukenberg sich wiederum im Theaterausschuss, im Vorstand des Oldenburger Kunstvereins und als Leiter der Johannisloge Zum goldenen Hirsch. 1956 wurde ihm das Große Bundesverdienstkreuz verliehen.

## Familie
Stukenberg war seit 1903 verheiratet mit Alma geb. Wohlers (1882–1963). Das Paar hatte zwei Söhne und eine Tochter. Der Sohn Helmut (1909–1991) war von 1962 bis 1972 Vorstandsmitglied der Deutschen Bundesbahn.

## Veröffentlichungen
- Literatur von und über Wilhelm Stukenberg im Katalog der Deutschen Nationalbibliothek